# Brent Walton
Brent Walton (* 9. November 1983 in Elmira, Ontario) ist ein kanadischer Eishockeyspieler (Stürmer), der seit Juni 2013 bei SønderjyskE Ishockey in der AL-Bank Ligaen unter Vertrag steht.

## Karriere
Brent Walton begann seine Karriere in der Saison 2002/03 bei den Broncos der Western Michigan University, für die er insgesamt vier Spielzeiten auf dem Eis stand. In den Folgejahren 2005/06 und 2006/07 absolvierte er einige Spiele für die Syracuse Crunch in der American Hockey League. Hier konnte er sich jedoch nicht durchsetzen, so dass er im zweiten Jahr die meisten Spiele für deren Kooperationspartner, die Dayton Bombers in der ECHL bestritt.
Im Sommer 2007 wechselte Brent Walton in die 2. Eishockey-Bundesliga, wo er in der Saison 2007/08 für den EV Landshut spielte. Ab 2008 spielte er für den SC Bietigheim. Zur Saison 2012/13 wechselte Walton zu den Heilbronner Falken, die ebenfalls in der 2. Eishockey-Bundesliga spielten.
Seit Juni 2013 steht er bei SønderjyskE Ishockey in der Metal Ligaen unter Vertrag und gewann mit diesem Klub 2014 die dänische Meisterschaft.

## Erfolge und Auszeichnungen
- 2009 Zweitliga-Meister  mit den Bietigheim Steelers
- 2009 Topscorer der 2. Eishockey-Bundesliga
- 2012 DEB-Pokal-Sieger mit den Bietigheim Steelers
- 2014 Dänischer Meister mit SønderjyskE Ishockey